# 호베르투 지나미치

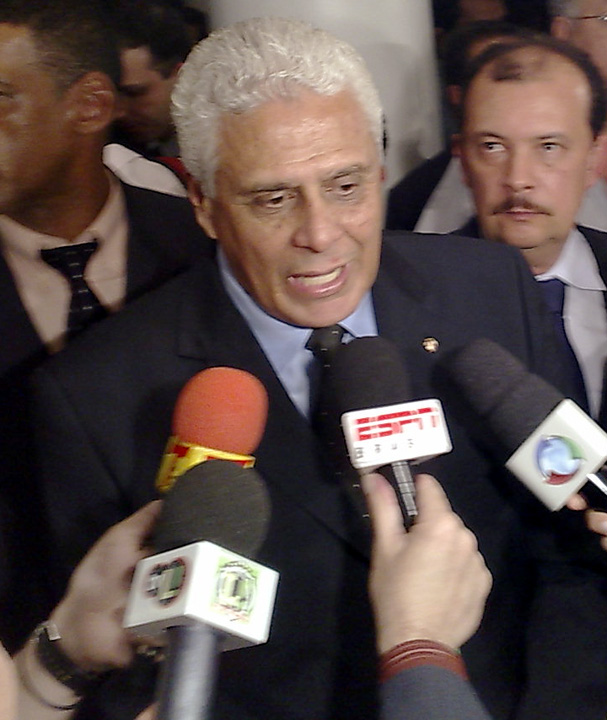
2008년 모습

호베르투 지나미치(Roberto Dinamite)로 알려진 카를로스 호베르투 지 올리베이라(Carlos Roberto de Oliveira, 1954년 4월 13일 – 2023년 1월 8일)는 브라질의 축구 선수이자 정치인이었다. 리우데자네이루주의 두키지카시아스에서 태어났다. 20년 넘게 센터 공격수로 활동한 로베르토는 CR 바스쿠 다 가마의 최다 출전 선수이자 역대 최고 득점자이자 브라질 세리에 A와 리우데자네이루 주 챔피언십에서 종합 득점 선두를 달리고 있는 선수이다. 국가 차원에서 호베르투 지나미치는 1978년과 1982년 FIFA 월드컵, 1972년 올림픽에 출전했다. 2008년부터 2014년까지 바스코 다 가마(Vasco da Gama)의 회장을 역임했다.

## 클럽 경력
호베르투 지나미치는 바스코 다 가마 청소년 팀에서 개발되었다. 그는 가장 유명한 바스코 다 가마 선수 중 한 명이며 클럽의 가장 뛰어난 득점자이다. 그는 클럽 유니폼을 입고 698골을 넣었고, 통산 864골을 넣었다. 그는 1022경기(공식 경기 768경기, 친선 경기 254경기)를 치렀다.
지나미치는 1971년 11월 25일 마라카낭 경기장에서 인테르나시오날을 상대로 프로 팀 데뷔전에서 멋진 골을 넣은 후 조르날 도스 스포츠 신문의 기자 아파리시오 피레스에 의해 지나미치라는 별명을 붙였다. 기자는 다이너마이트보이(Dynamite-Boy)가 마라카낭에서 폭발했다고 신문에 썼다.
그는 바스코 다 가마가 1974년 캄페오나투 브라질레이로 세리에 A와 1977년 캄페오나투 카리오카 우승을 도운 후 1979년 바르셀로나로 이적했다. 바르셀로나에서 단 3골만 넣은 후 그는 바스코 다 가마로 돌아와 캄페오나투 카리오카에서 4골을 더 우승했다(1982, 1987, 1988, 1992)
1989년과 1990년에 그는 상파울루 주의 포르투게사에서 뛰며 11골을 넣었다.
그의 마지막 골은 1992년 10월 26일에 득점되었는데, 당시 캄페오나토 카리오카에서 바스코 다 가마는 상 자누아리오 스타디움에서 고이타카즈를 2-0으로 이겼다.
지나미치는 1993년 3월 24일 39세의 나이로 은퇴했다. 그의 마지막 경기는 스페인의 데포르티보 데 라 코루냐가 마라카낭 경기장에서 바스코 다 가마를 2-0으로 이겼던 날이었다. 지코도 (바스코를 위해) 뛰었던 친선 경기에서였다.